# Luc Hensill
 (septembre 2018).
Luc Hensill, de son vrai nom Luc Gillet, né le 7 septembre 1948 à Uccle (Bruxelles-Capitale), est un compositeur de musique, auteur de chanson, chanteur et musicien belge. 

## Biographie
Multi-instrumentiste, Luc Hensill joue de divers instruments : guitare solo, guitare rythmique, basse, batterie, piano, orgue, synthétiseurs, , etc. C'est aussi un artiste international, chantant en anglais, français, portugais brésilien et néerlandais. Il est également producteur et analyste système spécialisé en Haute-Définition cinématographique.

## Filmographie non exhaustive
- 1969 : A Trip with Tomahawk Blues Band de Marc Lobet
- 1973 : Je voudrais faire le tour du monde de Marc Lobet
- 1978 : Couleur chair de François Weyergans (Prix Goncourt 2005)

## Discographie
- Angry Age, simple (Olympia Records, 1965)
- Already Mine, simple (Palette, 1966)
- Out of Line, E.P. (Palette, 1966)
- Join Us, album (Palette, 1966)
- Already Mine, simple (Palette, Pays-Bas, 1967)
- Already mine, simple (Hit-ton Schallplatten, Allemagne, 1967)
- Stop Little Girl, simple (Palette, 1967)
- And I Love It So, simple (Palette, 1967)
- Already Mine, simple (Palette Records, R.U., 1967)
- Wait and See, E.P. (Festival, France 1967)
- Melody maker, E.P. (Palette, 1967)
- Sitting On My Own, E.P. (Supraphon, Tchekie & Slovakie, 1967)
- Join Us, album (Equipe Internacional, Brésil, 1967)
- Et ce soleil, simple (Palette, 1967)
- Sans toi, E.P. (Palette, 1967)
- Nobody Will Ever Help You, single (Palette, 1967)
- Join Us, remastérisé & stéreo, album (E.M.I., 1981)

Compilations
- Already Mine : Wit-Lof From Belgium Vol. 1.
- Already Mine : Pebbles Vol. 12.
- Already Mine : Beat Scene.
- Already Mine : Pandamonium Color in Dance Vol. 17.
- And I Love It So : Collecting Peppermint Clouds Vol. 2.
- Melody Maker : Beat Scene.
- Sans toi : Disques Ronnie
- Nobody Will Ever Help You : Visions Of The Past Vol. 1